# Möllenbeck (powiat Mecklenburgische Seenplatte)
Möllenbeck – gmina w Niemczech, w kraju związkowym Meklemburgia-Pomorze Przednie, w powiecie Mecklenburgische Seenplatte, wchodzi w skład  Związku Gmin Neustrelitz-Land.